# Lina Englund
Lina Maria Englund (født 14. maj 1975) er en svensk skuespillerinde. Hun har for eksempel medvirket i film som Miraklet i Valby (1989) og Arn: Tempelridderen (2007) samt tv-serier som Storstad og Maria Wern.
Englund blev i 1997 nomineret til en Guldbagge for filmen At være John-John (1996), der er instrueret af Harald Hamrell.

## Udvalgt filmografi
- Miraklet i Valby (1989)
- Storstad (tv-serie, 1990-1991)
- Northwood (tv-serie, 1993-1994)
- At være John-John (1996)
- The Disappearance of Finbar (1996)
- Dødelig drift (1999)
- Om Stig Petrés hemlighet (tv-serie, 2004)
- Storm (2005)
- Arn: Tempelridderen (2007)
- Rocky (animeret tv-serie, 2008)
- Fjällbacka-mordene - Strandridderen (2013)
- Top Dog (tv-serie, 2020)
- Maria Wern (tv-serie, 2021, ukrediteret)